# Варениківська
Варениківська — станиця в Кримському районі Краснодарського краю. Центр Варениківського сільського поселення.
Населення — 14,2 тис. мешканців (2002).
Розташована на лівому березі Кубані, за 35 км північно-західніше міста Кримськ. Залізнична станція. Виноградники, сади, рисові чеки. Елеватор.
Туристичний комплекс «Козаче село», розташовано біля грязьовий вулкана Шуго.  [Архівовано 27 вересня 2007 у Wayback Machine.]
Станиця заснована у 1862. Входила в Таманський відділ Кубанської області.